# Mindoro-Tariktikhornvogel
Der Mindoro-Tariktikhornvogel (Penelopides mindorensis) ist eine Vogelart aus der Familie der Nashornvögel, die in Südostasien vorkommt.
Die Bestandssituation des Mindoro-Tariktikhornvogels wurde 2016 in der Roten Liste gefährdeter Arten der IUCN als „Endangered (EN)“ = „stark gefährdet“ eingestuft.

## Erscheinungsbild

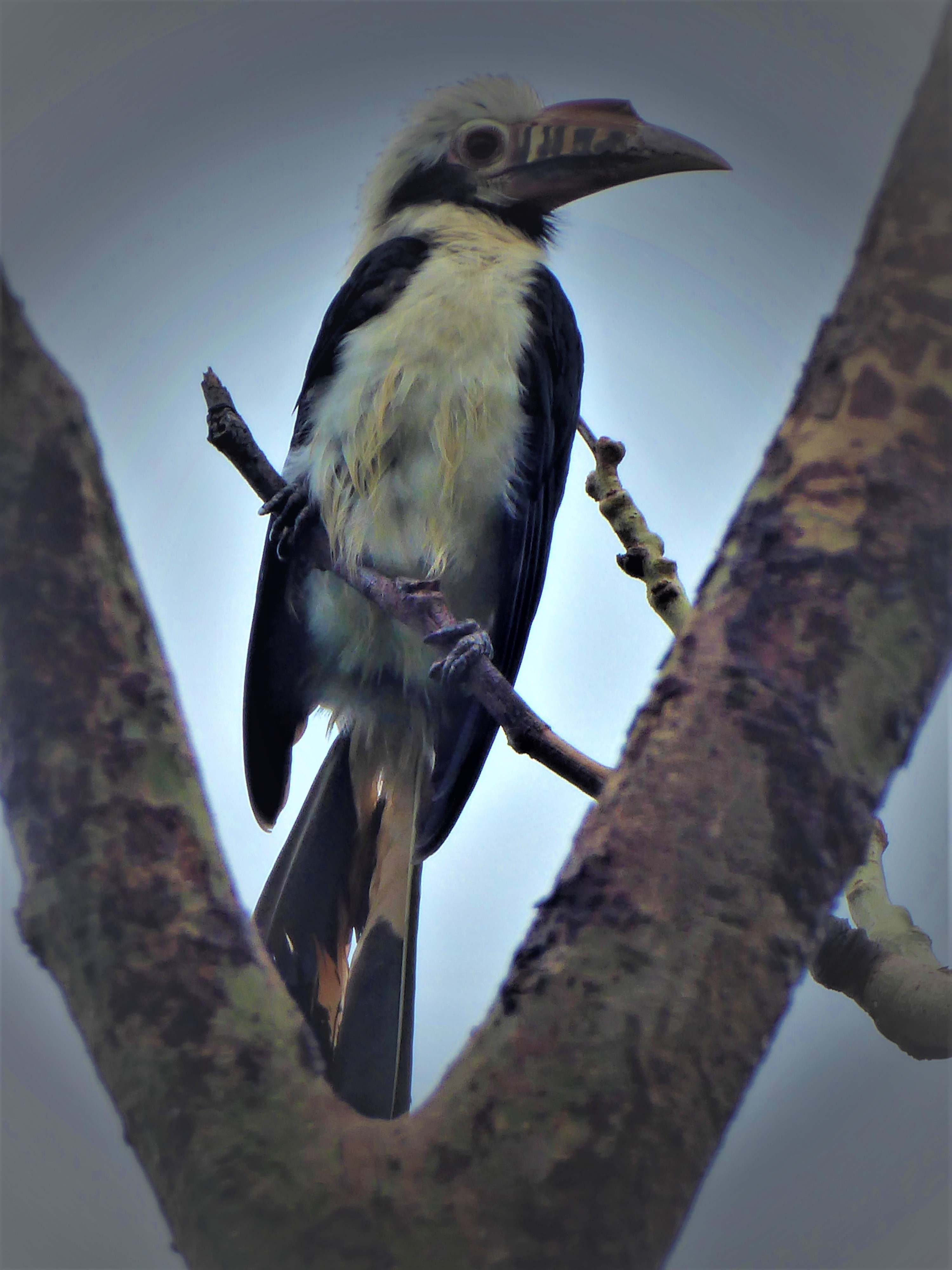
Männchen des Mindoro-Tariktikhornvogels

Der Mindoro-Tariktikhornvogel ist ein verhältnismäßig kleiner Nashornvogel mit einer Körperlänge von 45 Zentimeter. Auf den Schwanz entfallen beim Männchen durchschnittlich 20,3 Zentimeter, der Schwanz des Weibchens ist mit 19,4 Zentimeter etwas kleiner. Der Schnabel ist beim Männchen durchschnittlich 10 Zentimeter lang, der des Weibchens ist mit durchschnittlich 9 Zentimeter etwas kürzer. Der Geschlechtsdimorphismus bei dieser Art ist so gering ausgeprägt, dass die Geschlechter bei Feldbeobachtungen kaum unterschieden werden können. Er ist auffallend geringer als bei anderen Arten der Tariktikvögel.

### Erscheinungsbild des Männchens
Der Kopf, der Hals und die Körperunterseite sind gelblich weiß. Die Ohrdecken und die Kehle sind schwarz. Die Körperoberseite und Schwingen sind schwarz mit einem metallisch grünen Schimmer. Der Schwanz ist ziegelrot, die einzelnen Steuerfedern haben jeweils schwarze Spitze, die an den äußeren Steuerfedern am größten sind.
Der Schnabel ist schwarz mit einer gelben Spitze und gelben Streifen über den Oberschnabel. Das Horn ist ein niedriger Schnabelfirst, der auf der Hälfte des Schnabels endet. Die nackte Haut um die Augen sowie der unbefiederte Kehlfleck sind fleischfarben. Die Augen sind rotbraun, die Beine und Füße sind dunkelbraun.

### Merkmale des Weibchens und der Jungvögel
Die adulten Weibchen haben ein Körpergefieder, das dem der Männchen weitgehend gleicht. Sie sind insgesamt etwas kleiner, der Schnabelfirst ist weniger stark ausgebildet. Die unbefiederte Gesichtshaut ist blau und die Augen hellbraun.
Die Jungvögel gleichen den adulten Vögeln, lediglich der Schnabel ist insgesamt etwas rauer.

## Verbreitungsgebiet, Lebensraum und Gefährdung.
Das Verbreitungsgebiet des Mindoro-Tariktikhornvogels ist die Insel Mindoro. Er ist die einzige Nashornvogelart, die dort vorkommt.
Der Lebensraum des Mindoro-Tariktikhornvogels sind immergrüne Primärwälder der Tiefebenen, er wandert jedoch auch gelegentlich in Sekundärwald ein. Der starke Waldrückgang auf der philippinischen Insel ist der Grund für die Bedrohungssituation dieser Art. Die Insel weist heute nur noch einen Waldbestand von 120 Quadratkilometer auf. Die verbliebenen Waldbestände im Tiefland sind stark fragmentiert. Zur Gefährdung dieser Art trägt auch bei, dass die Art unverändert bejagt wird.

## Lebensweise
Der Mindoro-Tariktikhornvogel wird meistens paarweise beobachtet, seltener dagegen in Truppen von bis zu vier Individuen. Seine Nahrung sucht der Mindoro-Hornvogel überwiegend an Waldrändern.
Die Fortpflanzungsbiologie dieser Nashornvogelart ist bislang nicht detailliert untersucht.

## Einzelbelege
1. 1 2 3 4  
Penelopides mindorensis in der Roten Liste gefährdeter Arten der IUCN 2016. Eingestellt von: BirdLife International, 2016. Abgerufen am 3. Oktober 2017.
2. 1 2 3  Kemp: The Hornbills - Bucerotiformes. S. 208.